# K.J. Ellilä
Kaarle Johannes Ellilä, född 26 augusti 1888 i Karkku, död 6 oktober 1957 i Helsingfors, var en finländsk politiker.
Ellilä blev lantbruksråd och chef för allmänna lantbruksavdelningen i Lantbruksstyrelsen 1924. Han var jordbruksminister i Kyösti Kallios tredje regering 1929–juli 1930 och folkförsörjningsminister 1943–1944. Han var även riksdagsledamot som representant för agrarförbundet.

## Utmärkelser
- Kommendörstecknet av I klass av Finlands Vita Ros’ orden[2]
- Kommendörstecknet av Finlands Vita Ros’ orden[3]

[Redigera Wikidata]